# تروشکو
تروشکو (به لاتین: Truszków) یک منطقهٔ مسکونی در لهستان است که در Gmina Opole Lubelskie واقع شده‌است.